# Championnat du monde des rallyes-raids 2016
Navigation
2015 2017
Le championnat du monde des rallyes-raids 2016 est la 14e édition du championnat du monde des rallyes-raids organisée par la Fédération internationale de motocyclisme. Il comporte 5 manches au calendrier.

## Calendrier et règlement

### Manches du championnat[1]
| Date de début | Date de fin | Epreuve                     |
| ------------- | ----------- | --------------------------- |
| 02/04/2016    | 07/04/2016  | Abu Dhabi Desert Challenge  |
| 17/04/2016    | 22/04/2016  | Sealine Cross-Country Rally |
| 02/06/2016    | 07/06/2016  | Sardegna Rally Race (en)    |
| 21/08/2016    | 27/08/2016  | Atacama Rally               |
| 01/10/2016    | 07/10/2016  | OiLibya Rally               |

## Résultats
| Manche | Rallye                                                        | Podium | Podium              | Podium               | Podium           |
| Manche | Rallye                                                        | Pos.   | Pilote              | Pilote F             | Pilote Quad      |
| ------ | ------------------------------------------------------------- | ------ | ------------------- | -------------------- | ---------------- |
| 1re    | Abu Dhabi Desert Challenge 2 - 7 avril résultats détaillés    | 1er    | Toby Price          | Laia Sanz            | Rafał Sonik      |
| 1re    | Abu Dhabi Desert Challenge 2 - 7 avril résultats détaillés    | 2e     | Sam Sunderland      | Camélia Liparoti     | Camélia Liparoti |
| 1re    | Abu Dhabi Desert Challenge 2 - 7 avril résultats détaillés    | 3e     | Pablo Quintanilla   | Yevgeniya Nesterova  | Kees Koolen      |
|        |                                                               |        |                     |                      |                  |
| 2e     | Sealine Cross-Country Rally 17 - 22 avril résultats détaillés | 1er    | Sam Sunderland      | Laia Sanz            | Ignacio Casale   |
| 2e     | Sealine Cross-Country Rally 17 - 22 avril résultats détaillés | 2e     | Pablo Quintanilla   |                      | Rafał Sonik      |
| 2e     | Sealine Cross-Country Rally 17 - 22 avril résultats détaillés | 3e     | Hélder Rodrigues    |                      |                  |
|        |                                                               |        |                     |                      |                  |
| 3e     | Sardegna Rally Race (en) 2 - 7 juin résultats détaillés       | 1er    | Juan Pedrero        | Rosa Romero          | Sébastien Souday |
| 3e     | Sardegna Rally Race (en) 2 - 7 juin résultats détaillés       | 2e     | Xavier de Soultrait |                      | Rafał Sonik      |
| 3e     | Sardegna Rally Race (en) 2 - 7 juin résultats détaillés       | 3e     | Armand Monleón      |                      | Axel Dutrie      |
|        |                                                               |        |                     |                      |                  |
| 4e     | Rallye Atacama 21 – 27 août résultats détaillés               | 1er    | Pablo Quintanilla   | Laia Sanz            | Rafał Sonik      |
| 4e     | Rallye Atacama 21 – 27 août résultats détaillés               | 2e     | Toby Price          | Anastasiya Nifontova |                  |
| 4e     | Rallye Atacama 21 – 27 août résultats détaillés               | 3e     | Kevin Benavídes     |                      |                  |
|        |                                                               |        |                     |                      |                  |
| 5e     | Rallye du Maroc 1 - 7 octobre résultats détaillés             | 1er    | Toby Price          | Anastasiya Nifontova | Sébastien Souday |
| 5e     | Rallye du Maroc 1 - 7 octobre résultats détaillés             | 2e     | Sam Sunderland      |                      | Rafał Sonik      |
| 5e     | Rallye du Maroc 1 - 7 octobre résultats détaillés             | 3e     | Pablo Quintanilla   |                      | Bruno Da Costa   |
|        |                                                               |        |                     |                      |                  |
|        | Classement mondial                                            | 1er    |                     |                      | Rafał Sonik      |
|        |                                                               |        |                     |                      |                  |